# Francisco de Paula Ossorio y Vargas
Francisco de Paula Ossorio y Vargas (Sevilla, 1762-Cádiz, 1830) fue un militar y marino español, abuelo del periodista Manuel Ossorio y Bernard.

## Biografía
En 1777 se enroló en la Armada, siendo guardia marina. En 1778 ya estaba navegando en el buque San Isidro, efectuando varios cruceros y participando en los enfrentamientos contra Inglaterra. Posteriormente, se embarcó en el San Francisco de Asís. Estaba enrolado en el San Luis, cuando tomó parte en el asedio de Gibraltar. En 1782 participó en la batalla del estrecho. En 1784 participó en la batalla de Argel y en 1793 en la toma del puerto de Tolón. En 1797 combatió en el cabo de San Vicente contra Inglaterra, en el buque Trinidad, y en 1808 participó en la victoria sobre el almirante Rosilly. En 1813 fue designado ministro de Marina y secretario interino del Despacho de Estado hasta el retorno de Fernando VII. En 1814 fue nombrado tesorero del Consejo Supremo del Almirantazgo, cesando en 1815 por desavenencias políticas. En 1820 fue nombrado jefe de escuadra y capitán general de Castilla La Nueva. En 1822 fue designado, de nuevo, ministro de Marina en el gobierno de Eusebio Bardají y miembro del Consejo de Estado. En 1823 fue designado comandante general del departamento marítimo de Cartagena, cesando dos meses después, para ocupar en Cádiz la Secretaría de Estado y del Despacho de la Marina. Cuando terminó el bloqueo y el régimen liberal cayó, en 1823, huyó a Gibraltar; al regresar a España, fue procesado: "juicio de purificación" y descendido a brigadier.